# Plouhinec, Morbihan
Plouhinec (tiếng Breton: Pleheneg) là một xã ở tỉnh Morbihan trong vùng Bretagne tây bắc Pháp. Xã này có diện tích 35,58 km², dân số năm 1999 là 4143 người. Khu vực này có độ cao từ 0-25 mét trên mực nước biển.
Cư dân của Plouhinec danh xưng trong tiếng Pháp là Plouhinecois.